# Воравонґса II
Воравонґса II (1585–1622) — двадцять четвертий правитель королівства Лансанг.

## Біографія
Був сином молодшої дочки короля Потісарата I. Успадкував трон після смерті свого двоюрідного брата Кео Кумане, який не лишив спадкоємців.
Спочатку правив під регентством свого батька, однак 1599 року в результаті повстання регента було усунуто від управління країною, а Воравонґсу проголошено повновладним монархом. 1603 року король примирився з батьком, який відмовився від своїх претензій на владу.
1621 року Воравонґсу II повалив з трону його син Упхаґнуварат. Колишній король помер наступного року.